# Подводен тунел Акциум-Превеза
Акциум-Превеза е единственият подводен тунел в Гърция.
Намира се между Превеза и Акциум под пролива към Амбракийския залив и свързва Епир с Етолоакарнания, Западна Гърция. След моста Рио-Антирио е най-важният инфраструктурен обект в Западна Гърция.
Преди въвеждането в експлоатация на тунела в началото на 21 век, превоза между двата бряга на най-тясната част на амбракийския залив се осъществява с ферибот.
Подводният участък на тунела е близо километър – 909 m. От двете страни на пътното платно има тротоари за преминаване на пешеходци. Тунелът е изграден по специална антисеизмична технология, за да издържа на евентуални земетресения, характерни за района. Таксата за преминаване в една посока е 3 евро.
|  | Тази страница частично или изцяло представлява превод на страницата Aktio–Preveza Undersea Tunnel в Уикипедия на английски. Оригиналният текст, както и този превод, са защитени от Лиценза „Криейтив Комънс – Признание – Споделяне на споделеното“, а за съдържание, създадено преди юни 2009 година – от Лиценза за свободна документация на ГНУ. Прегледайте историята на редакциите на оригиналната страница, както и на преводната страница, за да видите списъка на съавторите. ВАЖНО: Този шаблон се отнася единствено до авторските права върху съдържанието на статията. Добавянето му не отменя изискването да се посочват конкретни източници на твърденията, които да бъдат благонадеждни. |